# Giovanni Gabrieli
Giovanni Gabrieli (* 1554/1557 in Venedig; † 12. August 1612 ebenda) war ein venezianischer Kirchenmusiker am Markusdom in Venedig und einer der bedeutendsten Musiker der Venezianischen Schule am Übergang von der Renaissance hin zum Barock. Sein avantgardistisches Werk zog Musiker aus ganz Europa nach Venedig. Sein berühmtester Schüler wurde der Deutsche Heinrich Schütz.

## Leben
Giovanni Gabrieli wurde als eines von fünf Kindern in Venedig, der Hauptstadt der Republik Venedig, geboren. Der Vater war kurz vorher aus Karnien nach Venedig gekommen, über die Mutter ist nichts bekannt. Vermutlich war Giovanni der jüngste der Familie. Von seiner Kindheit ist kaum etwas überliefert, doch geht man davon aus, dass er 1557 entweder geboren oder bei seinem Onkel Andrea Gabrieli aufgenommen wurde. Der Onkel hatte sich 1556 für eine Stelle als zweiter Organist am Markusdom in Venedig beworben, konnte sich aber gegen Claudio Merulo nicht durchsetzen. Erst nach dessen Beförderung zum ersten Organisten 1557 bekam Andrea die Stelle des zweiten Organisten. Hauptamtlicher Kirchenmusiker am Markusdom war Adrian Willaert, unter dem Venedig inzwischen ein Zentrum europäischer Musikkultur geworden war. Die Tatsache, dass Andrea damals etwa 45 Jahre alt war, spricht dafür, dass er als Familienältester auch eine Sorgepflicht gegenüber der Familie seines Bruders hatte. Da Andrea den Beinamen „di Cannaregio“ hatte, ist zu vermuten, dass Onkel und Neffe in diesem Stadtteil Venedigs wohnten.
Auf Kosten der Familie Fugger studierte Giovanni Gabrieli Musik beim berühmten Orlando di Lasso in München am Hof Herzog Albrechts V. von Bayern. Mit ihm studierte auch sein Freund Hans Leo Hassler, der später ein bedeutender deutscher Komponist wurde.
1580 kam Giovanni Gabrieli nach Venedig zurück und wurde dort am Markusdom unter seinem Onkel Andrea Gabrieli, der immer noch das Amt des Zweiten Organisten ausübte, Hilfsorganist. Mit dem Ziel einer späteren Festanstellung am Dom veröffentlichte er 1583 als Komponist seine erste Madrigalsammlung in Venedig De floridi virtuosi d’Italia il primo libro de madrigali a quinque voci, eine Art „Dissertation“, ohne die es an großen Kirchen keine Festanstellung gab.
Nach Claudio Merulos Kündigung 1585 wurde Andrea Gabrieli Hauptorganist und Giovanni Gabrieli zweiter Organist am Markusdom in Venedig. Nach dem Tod des Onkels ein Jahr später am 30. August 1586 übernahm Giovanni dessen Stelle als Hauptorganist auf Empfehlung der Familie Fugger. Ihr widmete er dafür später seine Komposition Sacre di Giove à 12 voce. Es erschienen die Concerti (1587), seine erste Sammlung von instrumentalen und vokalen Konzerten für 6–16 Stimmen in bis zu vier Chören. Wie üblich erschien sie in Stimmbüchern. Gabrieli ließ seine Concerti (1587) und später alle seine Werke bei Angelo Gardano, einem der renommiertesten Drucker Venedigs, verlegen.

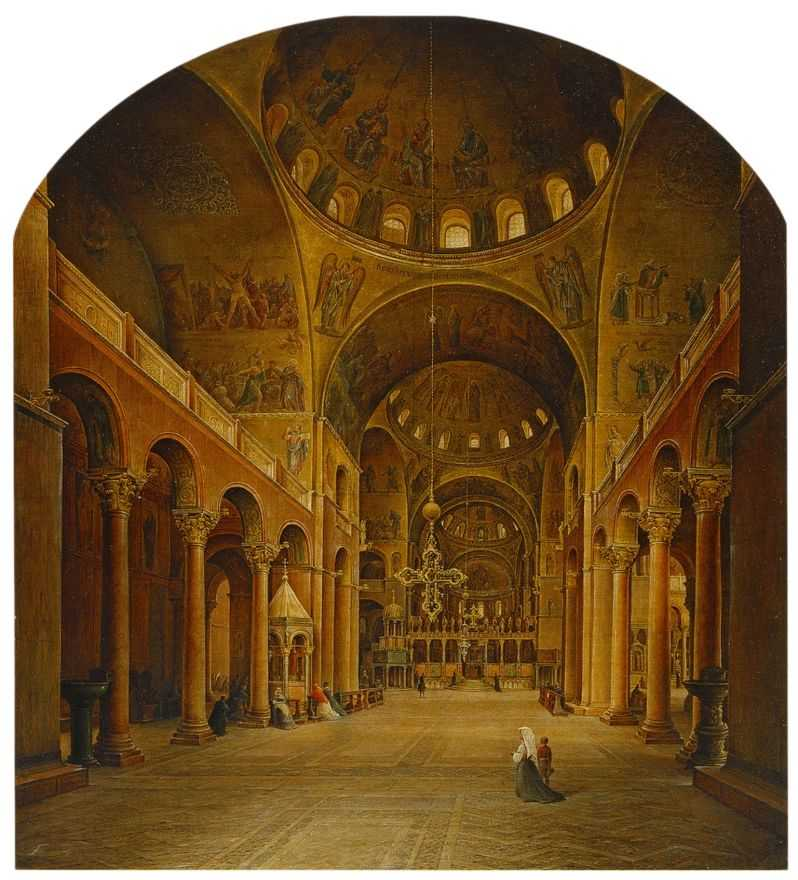
Zwei gegenüberliegende Wartungsgänge / Katzenstege im Markusdom mit einer Tiefe von 60–80 cm und einer Breite von etwa 4–8 Metern. Berücksichtigt man, dass die Musiker der Venezianischen Mehrchörigkeit Bewegungsspielraum und einen Notenständer (ggf. auch einen Hocker) brauchten, konnten sie also nur in einer Reihe nebeneinander singen oder spielen. Mit entsprechend vielen Subdirigenten konnte Gabrieli nahezu beliebig viele Musiker in einer Reihe nebeneinander aufstellen, da die Stege den gesamten Kirchenraum durchziehen. Sichtkontakt war beim Musizieren hier allerdings alles.

Der Markusdom pflegt eine lange musikalische Tradition auf höchstem Niveau, und dank der künstlerischen Tätigkeiten am Dom avancierte Giovanni Gabrieli zu einem der bekanntesten Komponisten Europas. Die Mode, die mit seinem einflussreichen Sammelband Sacrae symphoniae (1597) begann, war so groß, dass Komponisten aus ganz Europa nach Venedig kamen, um bei ihm Musik zu studieren: Mogens Pedersøn (1580–1623), der 1599/1600 und erneut 1604 zu Gabrieli kam, und Christof Cornet sowie einige andere dänische Musiker trugen den Musikstil Gabrielis nach Dänemark. Enge Kontakte bestanden auch zum Landgraf Moritz von Hessen-Kassel: Dank dessen Stipendium kam Heinrich Schütz im Alter von 24 Jahren zu Gabrieli, um dort gewissermaßen ein Zweitstudium zu beginnen. Der Lehrer Gabrieli entwickelte zu ihm eine Freundschaft.
Gabrieli nutzte die im Markusdom gegebenen Räumlichkeiten mit den gegenüberliegenden Emporen, mit den beiden dort installierten Orgeln, indem er den Chor in zwei Abteilungen gliederte, die sowohl antiphonisch als auch simultan eingesetzt werden konnten. In der Tradition Willaerts pflegte er die Synthese von flämischen, französischen und italienischen Stilelementen: Die Venezianische Mehrchörigkeit war eng mit der Venezianischen Schule verknüpft. Zur gleichen Zeit wurde das Prinzip der Mehrchörigkeit weiter auf die Instrumentalmusik übertragen. Offensichtlich wies Giovanni Gabrieli seine Schüler an, auch das Madrigal zu studieren, damit sie nicht nur seine große Venezianische Mehrchörigkeit in ihre Heimatländer tragen konnten, sondern auch den intimeren Stil der Madrigale; Heinrich Schütz trug maßgeblich dazu bei, Gabrielis doppelschichtig „in der Musik gut gelegten Fundamente“ (wie Schütz auch in seiner Autobiografie schreibt) in den deutschsprachigen Raum zu transportieren; ein Trend, der die Musikgeschichte entscheidend prägte. „Die obere Schicht bilden das Neue: das ‚Barocke‘; dieses aber steht seinerzeit auf dem Fundament der altüberlieferten kontrapunktischen und motettischen Satzweise spätmittelalterlich-niederländischer Herkunft. Die obere Schicht des Fundaments bilden jene epochalen Neuerungen, die von Schütz uneingeschränkt übernommen wurden: das konzertierende Prinzip, die Einbeziehung instrumentaler Chöre und Stimmen in die Vokalkomposition, der solistische Gesang, der Generalbass und bei alledem das Streben nach musikalischem Ausdruck des Textes. Diese Neuerungen zielten darauf ab, die Musik ‚lebhaft und durchdringend‘, wirkungsvoller zu machen: voll von Wirkungen, die den Menschen angreifen und bewegen.“ Die Werke des deutschen Barocks, die in der Musik von J. S. Bach gipfelten, gründen auf dieser Tradition, die ihre Wurzeln in der Venezianischen Schule unter Giovanni Gabrieli haben.
Zwischen 1586 und 1597 übernahm Giovanni Gabrieli zusätzlich auch die Stelle des Organisten an der Scuola Grande di San Rocco, der angesehensten und reichsten aller venezianischen Bruderschaften und der zweitgrößte Kaderschmiede nach dem Markusdom. Ein Großteil der Musik Gabrielis wurde speziell für diesen Ort geschrieben, obwohl Giovanni Gabrieli wahrscheinlich noch mehr für den Markusdom komponierte.

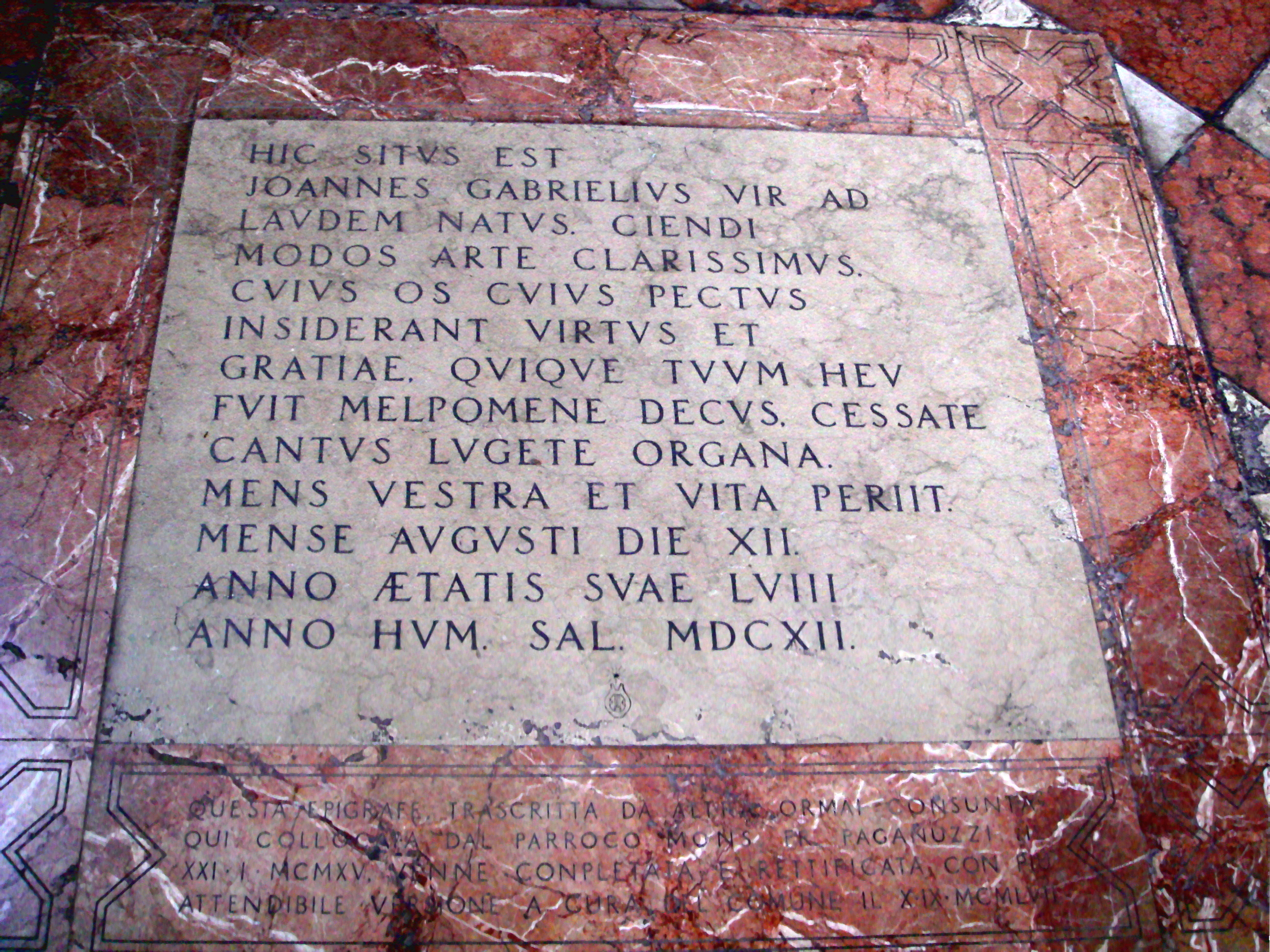
Grabplatte Giovanni Gabrielis in der Chiesa Santo Stefano von Venedig (Stadtteil San Marco, Campo Santo Stefano, vorne links am Eingang) mit der lateinischen Inschrift (übersetzt):
„Hier liegt Giovanni Gabrieli, ein zum (Gottes-) Lob geborener Mann. Berühmtester in der Kunst, Weisen [Melodien/Musik] erklingen zu lassen [hervorzubringen]. Einer der, ach, Melpomene, deine Zierde war! Stellt die Gesänge ein, trauert, ihr Orgeln! Euer Geist und Leben, er ist nicht mehr. Im Monat August am 12. Tage – In seinem Alter von 58 Jahren – Im Jahr des menschlichen Heils 1612“

Giovanni Gabrieli starb am 12. August 1612 im Alter von 59 Jahren und wurde in der Chiesa di Santo Stefano in Venedig beerdigt. Auf dem Sterbebett soll er Heinrich Schütz einen Ring vermacht haben, den Schütz später für das berühmte Rembrandt-Porträt am kleinen Finger der linken Hand trug.
Ein halbes Jahr später erst wurde Claudio Monteverdi Gabrielis Nachfolger am Markusdom in Venedig. Monteverdi und Schütz unterschieden sich grundsätzlich. Heinrich Schütz kehrte 1613 in seine Wahlheimat Hessen-Kassel zurück und nahm dort im Alter von 28 Jahren hin, dass er trotz seiner avantgardistischen Venezianischen Schule und Berufserfahrung nur die Stelle des zweiten Organisten erhielt. Schütz legte später drei Bände mit mehrchörigen Motetten vor und nannte sie auf Gabrieli bezogen: Symphoniae Sacrae.

## Werk

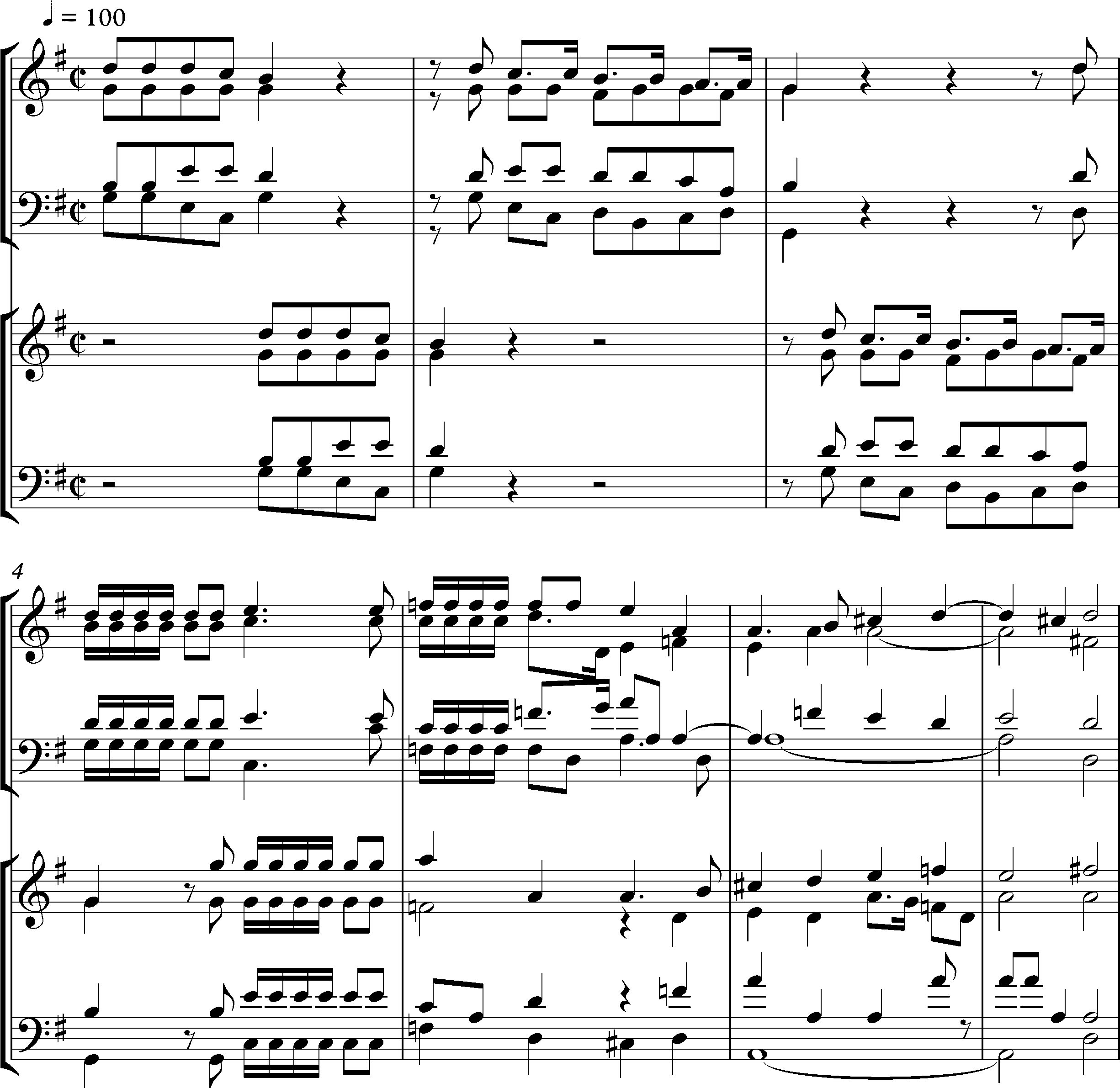
Canzon Septimi Toni No. 2, ein Stück für zwei antiphonale Chöre der jeweils vier Instrumente; unspezifizierte Originalinstrumente, aber oft mit acht Barockposaunen gespielt. Synthetisierter Klang: Datei:Gabrieli Canzon Septimi Toni 02.wav

Gabrieli gilt als wichtige musikalische Persönlichkeit am Übergang von der Renaissance hin zum Barock. Seine Arbeiten machen bereits früh vom Basso continuo Gebrauch, und in der Sonata pian e forte finden sich einige der frühesten dynamischen Kennzeichnungen, d. h. Markierungen zum jeweiligen Einsatz von Lautstärke in der Musik. Namhafte Komponisten, z. B. Heinrich Schütz, waren Schüler Gabrielis. Von seinen Arbeiten erschienen die ersten in einer 1575 zu Venedig herausgekommenen Sammlung, weitere in der 1587 ebenfalls in Venedig von ihm veröffentlichten Sammlung von Gesängen seines Onkels Andrea Gabrieli.
Die wichtigsten von ihm verfassten Sammlungen sind:

### Concerti (1587)
Concerti di Andrea, et di Giovanni Gabrieli, organisti della Serenissima Signori di Venetia: Eine Sammlung an 77 Werken von Andrea Gabrieli und folgenden mehrstimmigen Motetten seines Neffen Giovanni Gabrieli.
- Nr. 09 Inclina Domine aurem für 6-stimmig gemischten Chor
- Nr. 19 Ego dixi Domine für 7-stimmig gemischten Chor
- Nr. 33 O magnum mysterium für 8-stimmig gemischten Chor
- Nr. 37 Deus meus ad te de luce für 10-stimmig gemischten Chor
- Nr. 40 Angelus ad pastores ait für 12-stimmig gemischten Chor
- Nr. 77 Sacri di Giove augei für 12-stimmig gemischten Chor

### Sacrae Symphoniae (1597)
Eine Sammlung an 45 Motetten für 6–16 Stimmen, an 16 Canzoni und Sonaten für 8–15 Instrumente.
1. Cantate Domino, Ch. 6
2. Exaudi Domine, justitiam meam, Ch. 7
3. Beata es, virgo Maria, Ch. 8
4. Miserere mei, Deus, Ch. 9
5. O quam suavis est, Domine, Ch. 10
6. Benedixisti Domine terram tuam, Ch. 11
7. Exaudi Domine, orationem meam, Ch. 12
8. Sancta Maria succurre miseris, Ch. 13
9. O Domine Jesu Christe, Ch. 14
10. Domine exaudi orationem meam, Ch. 15
11. Jubilate Deo, omnis terr, Ch. 16
12. Misericordias Domin, Ch. 17
13. Beati immaculati, Ch. 18
14. Laudate nomen Domini, Ch. 19
15. Jam non dicam vos servos, Ch. 20
16. Beati omnes, Ch. 21
17. Domine, Dominus noster, Ch. 22
18. Angelus Domini descendit, Ch. 23
19. O Jesu mi dulcissime, Ch. 24
20. Sancta et immaculata virginitas, Ch. 25
21. Diligam te, Domine, Ch. 26
22. Exultate justi in Domino, Ch. 27
23. Hoc tegitur, Ch. 28
24. Ego sum qui sum, Ch. 29
25. In te Domine speravi, Ch. 30
26. Jubilemus singuli, Ch. 31
27. Magnificat, Ch. 32
28. Canzon per sonar primi toni a 8, Ch. 170
29. Canzon per sonar septimi toni a 8, Ch. 171
30. Canzon per sonar septimi toni a 8, Ch. 172
31. Canzon per sonar noni toni a 8, Ch. 173
32. Canzon per sonar duodecimi toni a 8, Ch. 174
33. Sonata pian’ e forte, Ch. 175
34. Benedicam Dominum, Ch. 33
35. Domine exaudi orationem meam, Ch. 34
36. Maria virgo, Ch. 35
37. Deus, qui beatum Marcum, Ch. 36
38. Surrexit Pastor bonus, Ch. 37
39. Judica me, Domine, Ch. 38
40. Quis est iste qui venit, Ch. 39
41. Hodie Christus natus est, Ch. 40
42. Canzon per sonar primi toni a 10, Ch. 176
43. Canzon per sonar duodecimi toni a 10, Ch. 177
44. Canzon per sonar duodecimi toni a 10, Ch. 178
45. Canzon per sonar duodecimi toni a 10, Ch. 179
46. Canzon in echo duodecimi toni à 10, Ch. 180
47. Canzon sudetta accommodata per concertar con l’Organo a 10, Ch. 181
48. Plaudite, psallite, jubilate Deo omnis terra, Ch. 41
49. Virtute magna, Ch. 42
50. Kyrie (primus), Ch. 43
51. Christe, Ch. 44
52. Kyrie (tertius), Ch. 45 (Ch. 43–45 sind Einzelkompositionen)
53. Gloria, Ch. 46
54. Sanctus, Ch. 47
55. Magnificat, Ch. 48
56. Regina cœli, lætare, Ch. 49
57. Canzon per sonar septimi & octavi toni a 12, Ch. 182
58. Canzon per sonar noni toni a 12, Ch. 183
59. Sonata octavi toni a 12, Ch. 184
60. Nunc dimittis, Ch. 50
61. Jubilate Deo, omnis terra, Ch. 51
62. Canzon quarti toni a 15, Ch. 185
63. Omnes gentes plaudite manibus, Ch. 52

### Canzoni per sonare (1608)
Eine Sammlung an 36 kurzen Werken von Gabrieli, Girolamo Frescobaldi und anderen. Die ersten vier Werke und Nr. 27 und 28 sind von Gabrieli.
- Nr. 1 Canzon prima a 4 'La Spiritata', Ch. 186
- Nr. 2 Canzon seconda a 4, Ch. 187
- Nr. 3 Canzon terza a 4, Ch. 188
- Nr. 4 Canzon quarta a 4, Ch. 189
- Nr. 27 Canzon a 8 "Fa sol la re", Ch.190
- Nr. 28 Canzon a 8 "Sol sol la sol fa mi", Ch.191

### Sacrae Symphoniae (1615, posthum)
Auch bekannt als Symphoniae Sacrae Liber Secundus.
1. Exultavit cor meum
2. Congratulamini mihi
3. Ego dixi, Domine
4. Sancta et immaculata
5. O Jesu mi dulcissime
6. Hodie completi sunt
7. O quam suavis
8. Deus, in nomine tuo
9. Attendite popule meus
10. Cantate Domino
11. Benedictus es, Dominus
12. Litania Beatae Mariae Virginis
13. Deus, Deus meus
14. Vox Domini
15. Iubilate Deo
16. Surrexit Christus
17. Exaudi Deus
18. O gloriosa virgo
19. Misericordia tua Domine
20. Suscipe clementissime Deus
21. Kyrie
22. Sanctus
23. Magnificat 12 vocum
24. Confitebor tibi Domine
25. Quem vidistis pastores
26. In ecclesiis
27. Magnificat 14 vocum
28. Salvator noster
29. O quam gloriosa
30. Exaudi me Domine
31. Magnificat 17 vocum
32. Buccinate

### Canzone e Sonate (1615, posthum)
Eine Gruppe an 17 Canzoni und 4 Sonaten, erst nach dem Tod herausgegeben. Er lädt hier ein „per sonar con ogni sorte de instrumenti con il basso per l’organo“ (auf allen Instrumentenarten mit dem Orgelbass begleitbar).
1. Canzon 1 für 5 Stimmen
2. Canzon 2 für 6 Stimmen
3. Canzon 3 für 6 Stimmen
4. Canzon 4 für 6 Stimmen
5. Canzon 5 für 7 Stimmen
6. Canzon 6 für 7 Stimmen
7. Canzon 7 für 7 Stimmen
8. Canzon 8 für 8 Stimmen
9. Canzon 9 für 8 Stimmen
10. Canzon 10 für 8 Stimmen
11. Canzon 11 für 8 Stimmen
12. Canzon 12 für 8 Stimmen
13. Sonata 13 für 8 Stimmen
14. Canzon 14 für 8 Stimmen
15. Canzon 15 für 10 Stimmen
16. Canzon 16 für 12 Stimmen
17. Canzon 17 für 12 Stimmen
18. Sonata 18 für 14 Stimmen
19. Sonata 19 für 15 Stimmen
20. Sonata 20 für 22 Stimmen
21. Sonata 21 mit drei Violinen

## Aufnahmen / Diskographie
- LP Gabrieli. Venezianische Chormusik des 16. Jahrhunderts. Originalgetreu ist diese Aufnahme im Markusdom entstanden. E. Power Biggs (Orgel), The Gregg Smith Singers, The Texas Boys Choir, The Edward Tarr Brass Ensemble, Gabrieli Consort „La Fenice“, Vittorio Negri (Leitung). Gesamtspielzeit: 72'11. Sony Music Entertainment, 1969/71
- LP The Glory of Venice – Giovanni Gabrieli. King’s College Choir Cambridge, Philip Jones Brass Ensemble, Stephen Cleobury. Argo, 1986 (Audio-CD 2007)
- CD Giovanni Gabrieli. Music for San Rocco. Gabrieli Consort & Players, Paul McCreesh (Leitung). Archiv Produktion (Universal Music), 1996.
- CD Giovanni Gabrieli. Canzoni & Sonate. Consort Fontegara, Rene Clemencic (Leitung). Tactus, DDD, 1996
- CD Giovanni Gabrieli. Symphoniae Sacrae (1597). 16 Canzonen & Sonaten. His Majesty’s Sagbutts & Cornetts, Timothy Roberts (Leitung). Hyperion, DDD, 1997
- CD Gabrieli. Sonate e canzoni. Per concertar con l’organo. Jansen, Tamminga, Concerto Palatino, Dickey, Toet. harmonia mundi, DDD, 1998
- CD Gabrieli. In Festo sanctissimae Trinitatis. Choeur de Chambre de Namur, Ensemble La Fenice, Jean Tubery. Ricercar, DDD, 1998
- Super Audio Hybrid-CD Giovanni Gabrieli. Music for San Rocco. Gabrieli Consort & Players, Paul McCreesh. Archiv Produktion (Universal Music), 2004.
- CD Giovanni Gabrieli. Christmas in Venice. Musica Fiata, La Capella Ducale, Roland Wilson (Leitung). DHM, DDD, 2011
- CD Giovanni Gabrieli. Canzoni Canzone, Toccaten, Ricercare, Motetten. B. Dickey & D. Sherwin (Zink),L. Tamminga (Orgel), San Petronio Bologna. Passacaille, DDD, 2012
- CD Giovanni Gabrieli. Symphoniae Sacrae. Oltremontano, Gesualdo Consort Amsterdam, Wim Becu. Accent, DDD, 2012
- CD Gabrieli Sacred Symphonies. His Majestys Sagbutts and Cornets, Ex Cathedra, Concerto Palatino, Jeffrey Skidmore. Hyperion, DDD, 2012
- CD Giovanni Gabrieli. La Musica per San Rocco. Melodi Cantores, La Pifarescha, Elena Sartori. Arts, DDD, 2012
- CD Giovanni Gabrieli: Berliner Dom - Musik für Blechbläser & Orgel. Andreas Sieling (Sauer-Orgel & Orgel der „Tauf- und Traukirche“ des Berliner Doms), Berlin Brass, Lucas Vis. Pentatone, DDD, 2013
- 3CDs Giovanni Gabrieli. Complete Keyboard Music. Toccaten, Canzonen, Ricercare, Motetten, Fantasien, Intonazioni. Roberto Lorregian (Orgel & Cembalo), Brilliant 2017